# Flaxtjärnen, Västmanland
Flaxtjärnen är en sjö i Fagersta kommun i Västmanland och ingår i Norrströms huvudavrinningsområde. Sjön har en area på 0,0644 kvadratkilometer och ligger 96,4 meter över havet.

## Delavrinningsområde
Flaxtjärnen ingår i det delavrinningsområde (665059-151157) som SMHI kallar för Utloppet av Snyten. Medelhöjden är 111 meter över havet och ytan är 23,54 kvadratkilometer. Räknas de 12 avrinningsområdena uppströms in blir den ackumulerade arean 241,91 kvadratkilometer. Snytsboån som avvattnar avrinningsområdet har biflödesordning 4, vilket innebär att vattnet flödar genom totalt 4 vattendrag innan det når havet efter 201 kilometer. Avrinningsområdet består mestadels av skog (76 procent). Avrinningsområdet har 3,11 kvadratkilometer vattenytor vilket ger det en sjöprocent på 13,2 procent.